# Moritzoppia cuneocostulata
Moritzoppia cuneocostulata är en kvalsterart som beskrevs av Bayartogtokh 1997. Moritzoppia cuneocostulata ingår i släktet Moritzoppia och familjen Oppiidae. Inga underarter finns listade i Catalogue of Life.